# Національна медична палата України
Національна медична палата України — громадська спілка, заснована приватним підприємством «Медична компанія "Дарниця"» та благодійною організацією «Міжнародне медичне товариство» 15 листопада 2013 року. Керівником спілки з часу заснування є Кравченко Сергій Володимирович. Представники ГС також здійснювали керівництво секретаріатом міжфракційного депутатського об’єднання «Здоров’я нації — основа благополуччя Держави!» Верховної Ради України VIII скликання, співголовами якого були члени фракції Блок Петра Порошенка Валерій Карпунцов та фракції Опозиційний блок Тетяна Бахтеєва, голова Комітету з питань охорони здоров'я 2006 — 2014 рр.

## Історія створення
Організацію зареєстровано 15 листопада 2013 року. Засновниками є ПП «Медична компанія "Дарниця"» та БО «Міжнародне медичне товариство». Остання заснована у 2010 році як БО «Благодійний фонд "Свідомість"», із серпня 2013 року перейменована на «Міжнародне медичне товариство» (уповноважена особа Приколіба О.В.).

## Діяльність
НМПУ проводить нагородження лікарів та медичних діячів у різних регіонах України. Єдиний вид діяльності згідно з ЄДРПОУ:
"94.99 Діяльність інших громадських організацій, н. в. і. у. (основний)"